# Virgin Australia
Virgin Australia Airlines Pty Ltd, habitualment coneguda com a Virgin Australia, és una de les principals aerolínies d'Austràlia i l'aerolínia més gran (en nombre d'avions) de la marca Virgin. Començà a operar el 31 d'agost del 2001 amb el nom de Virgin Blue i dos avions per a una única ruta. L'esfondrament d'Ansett Australia el setembre del 2001 convertí Virgin Australia en una de les principals aerolínies del mercat interior australià de la nit al dia. Des d'aleshores, ha expandit la seva xarxa i actualment vola a 42 ciutats d'Austràlia des de les seves bases a Brisbane, Melbourne i Sydney.